# Andreas Koch (Künstler)
Andreas Koch  (* 1970 in Stuttgart) ist ein deutscher Künstler, Grafikdesigner und Herausgeber der Zeitschrift „von hundert“.

## Leben
Andreas Koch studierte bildende Kunst an der Universität der Künste Berlin bei Dieter Appelt und Christiane Möbus und machte 1998 seinen Meisterschülerabschluss.
Er betrieb von 1996 bis 2004 die Galerie Koch und Kesslau zusammen mit Sybille Kesslau und beteiligte sich damit an dem Art Forum Berlin, der Frieze in London oder der Art Basel Miami Beach. Die Galerie stellte unter anderem die Künstler Kai Schiemenz, Jenny Rosemeyer, Sofia Hultén, Christian Schwarzwald, René Lück oder Tilman Wendland aus. Die Galerie gewann auf dem Art Forum Berlin 2001 den Preis für den besten Stand (Project Spaces).
Er unterrichtete an der Udk Berlin, der KHB Weissensee, Hfbk Dresden, Hbk Braunschweig, bbk Berlin oder Goldrausch.
Als Künstler war er Stipendiat der Studienstiftung des deutschen Volkes, erhielt zweimal das Berliner Arbeitsstipendium des Senats (2000, 2011), Kunstfonds Bonn (2008, 2022 NeustartPlus) und ein Stipendium der Kunststiftung Baden-Württemberg (2000). Er stellte seine Arbeit in und außerhalb Berlins aus, unter anderem 2013 im Kunstverein Arnsberg. 2015 zeigte das Haus am Lützowplatz in Berlin eine teils retrospektive Einzelausstellung.
2020 erhielt Andreas Koch den Kunstpreis der Stadt Nordhorn, der mit einer Einzelausstellung in der Städtischen Galerie Nordhorn 2021 verbunden war.

## Werk
In seiner Arbeit geht es hauptsächlich um Raum und dessen Wahrnehmung. Mittels unterschiedlicher Medien verändert er vorgefundene räumliche und zeitliche Bezüge und ordnet sie neu. Seine Arbeit befindet sich an der Schnittstelle zwischen Zwei- und Dreidimensionalität, zwischen Fotografie, Film und Skulptur.

## Sonstiges
Andreas Koch ist Mitglied der Association Internationale des Critiques d’Art (AICA).
Seit 2006 ist er Herausgeber, Autor und Redakteur der mit Kito Nedo gegründeten und zusammen mit Barbara Buchmaier geleiteten Kunstzeitschrift „Von hundert“, die mit kritischem Blick die Kunstszene Berlins verfolgt. Als Buchgestalter entwarf Andreas Koch Bücher und Kataloge, unter anderem für die Künstler Olafur Eliasson, Elmgreen und Dragset, Eberhard Havekost, Veronika Kellndorfer oder Yarisal & Kublitz. 2014 wurde das Buch Kochbuch „The Kitchen“ des Studios Eliasson für die Shortlist der besten Bücher 2013 nominiert, ebenso 2015 das Buch „Weltausstellung“ von Stephanie Kloss. Von 1993 bis 1999 arbeitete er für die Berliner Stadtzeitung scheinschlag als Layouter.
2022 gründete er zusammen mit Peter K. Koch den Kunstbuchverlag permanent, der auch als Plattform für gemeinsam kuratierte Ausstellungen oder Veranstaltungen dient.
Andreas Koch lebt seit 1992 in Berlin und hat zusammen mit der Künstlerin Kerstin Gottschalk zwei Kinder.

## Monografien
- »Andreas Koch«, 2007, 132 Seiten, mit Texten von Carolin Meister, Thomas Wulffen und Raimar Stange, extra books, ISBN 978-3-938370-17-9 (deutsch) bzw. ISBN 978-3-938370-18-6 (englisch)
- »Andreas Koch, Kunst und Kritik – Gesammelte Werke 2006–2020«, 2020, 314 Seiten, Texte von Andreas Koch, permanent Verlag, ISBN 978-3-9823386-2-0

- »Andreas Koch, 2007–2021«, 96 Seiten, mit Texten von George Perec, Sven Hillenkamp, Peter K. Koch und Marc Wellmann, permanent Verlag, ISBN 978-3-9823386-3-7